# Sano
Sano (佐野市, Sano-shi) és una ciutat i municipi de la prefectura de Tochigi, a la regió de Kanto, Japó. La ciutat de Sano pertany a la regió geogràfica de l'Ansoku, una conurbació conformada actualment per les ciutats de Sano i Ashikaga, sent un important centre industrial i comercial al sud-est de Tochigi.

## Geografia
El municipi de Sano es troba al sud-oest de la prefectura de Tochigi, limitant amb la prefectura de Gunma al nord-oest i al sud. El terme municipal de Sano limita amb els d'Ashikaga a l'oest; amb Kanuma al nord; amb Tochigi a l'est, així com amb els municipis de Tatebayashi, Midori, Kiryū i Itakura, tots ells a la prefectura de Gunma, a l'est.

## Història
Durant el període Tokugawa Sano va ser capital del feu de Sano. Al començament de l'era Meiji, amb l'establiment de la nova llei de municipis de l'1 d'abril de 1889, es crea la vila de Sano dins del districte d'Aso. La vila de Sano va esdevindre ciutat l'1 d'abril de 1943 quan va annexionar-se les viles d'Inubushi i Horigome i els pobles de Sakai i Hatagawa. Sano també s'annexionà el poble d'Inazuma, al districte d'Ashikaga, l'1 de gener de 1955 i l'1 d'abril del mateix any la vila d'Akami, del districte d'Aso. El 28 de febrer de 2005, la ciutat absorbeix les viles de Kuzu i Tanuma, els dos darrers municipis del districte d'Aso, quedant aquest dissolt.

## Política i govern

### Alcaldes
En aquesta taula només es reflecteixen els alcaldes democràtics, és a dir, des de l'any 1947.
| Alcalde           | Inici del mandat | Fi del mandat | Partit | Partit |
| Kōken Itō         | 1947             | 1967          |        | Ind    |
| Zenichirō Koizumi | 1955             | 1959          |        | Ind    |
| Tatsuzō Suzuki    | 1959             | 1975          |        | Ind    |
| Yoshizō Hayakawa  | 1975             | 1979          |        | Ind    |
| Tatsuzō Suzuki    | 1979             | 1983          |        | Ind    |
| Yoshizō Hayakawa  | 1983             | 1991          |        | Ind    |
| Yoshitarō Kezuka  | 1991             | 2001          |        | Ind    |
| Shōkichi Iizuka   | 2001             | 2005          |        | Ind    |
| Masahide Okabe    | 2005             | -             |        | PLD    |

## Demografia
| 1920    | 1930    | 1940    | 1950    | 1960    | 1970    | 1980    |
| ------- | ------- | ------- | ------- | ------- | ------- | ------- |
| 89.102  | 92.570  | 95.520  | 120.541 | 118.046 | 118.083 | 124.331 |
| 1990    | 2000    | 2010    | 2020    | 2030    | 2040    | 2050    |
| 128.276 | 125.671 | 121.259 | 115.365 | -       | -       | -       |

## Transport

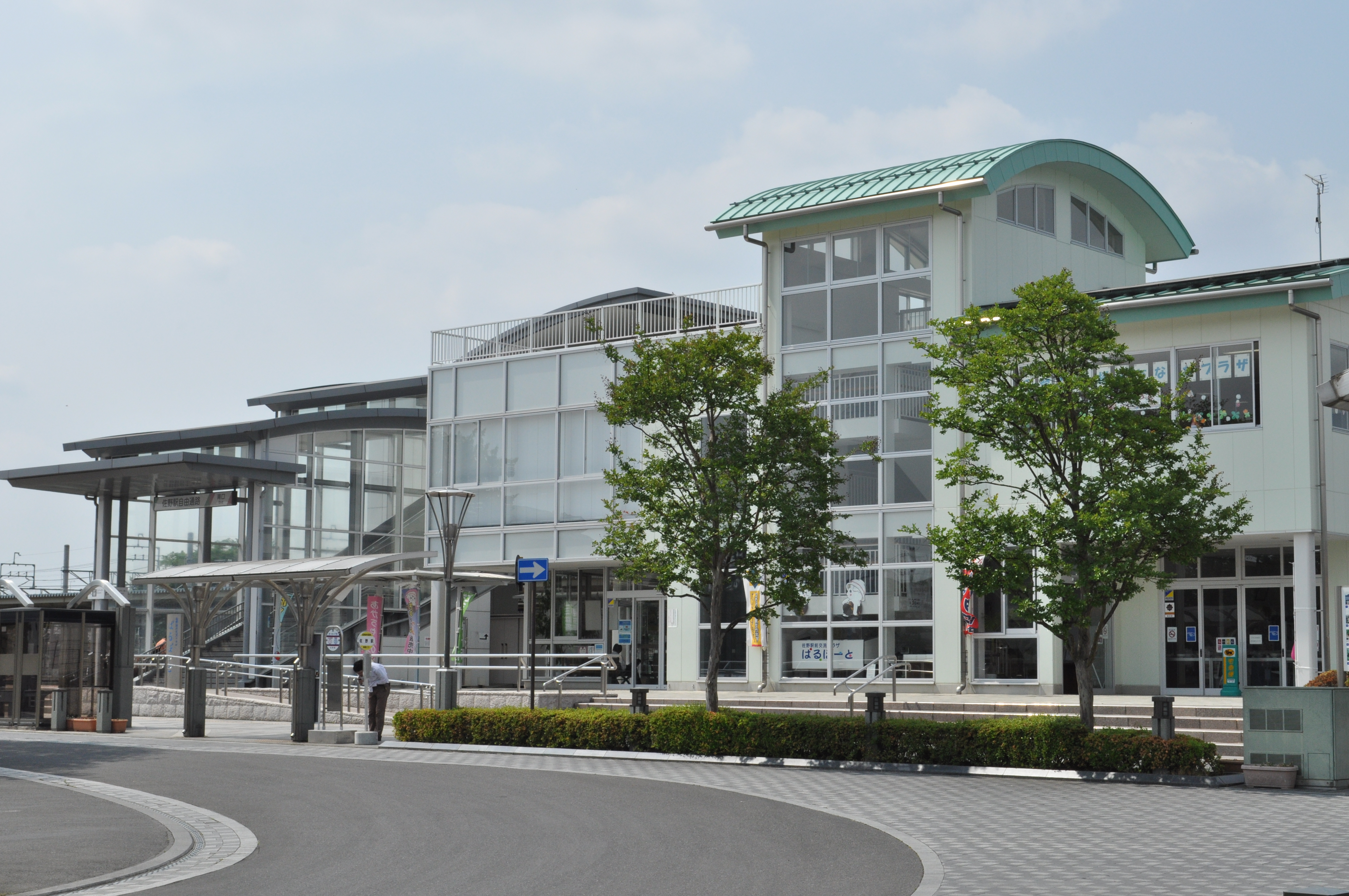
Estació de Sano

### Ferrocarril
- Companyia de Ferrocarrils del Japó Oriental (JR East)
  - Sano
- Ferrocarril Tōbu
  - Tajima - Sanoshi - Sano - Horigome - Yoshimizu - Tanuma - Tada - Kuzū

### Carretera
- Autopista de Tōhoku - Autopista del Nord de Kantō (Kita-Kantō)
- Nacional 50 - Nacional 293

## Agermanaments
- Lancaster, Pennsilvània, EUA.[4]
- Quzhou, província de Zhejiang, RPX. (Tractat d'amistat)[5]